# Détention provisoire en France
En France, la détention provisoire est une mesure de sûreté préalable au jugement consistant à incarcérer au sein d'une maison d'arrêt une personne mise en examen dans l'attente de son procès.  
Cette mesure doit demeurer exceptionnelle parce qu'elle implique la privation de liberté d'une personne présumée innocente. Pour cela, elle ne peut être prononcée que par un juge des libertés et de la détention et qu'en cas d'insuffisance du contrôle judiciaire et de l'assignation à résidence sous surveillance électronique. 
La détention provisoire est régie par les articles 143 et suivants du code de procédure pénale et par les articles 131 et 135 du code de justice militaire.

## Historique
La détention provisoire s’appelait « préventive » jusqu'à la loi du 17 juillet 1970. Le législateur voit souvent comme un abus l'utilisation qui en est faite par les juridictions pénales. En 1997, environ 41 % de la population carcérale était composée de détenus provisoires et ce chiffre atteignait 52 % en 1984. C'est pourquoi depuis 1970 ont eu lieu une dizaine de réformes la visant en particulier. La plupart du temps ces réformes ont défini plus limitativement les cas de détention provisoire, pour assurer une application plus stricte de la loi, qui rendrait la détention exceptionnelle. Parmi cette dizaine de réformes, trois sont à retenir plus particulièrement :
- loi du 10 juin 1983 portant abrogation ou révision de certaines dispositions de la loi du 2 février 1981 et complétant certaines dispositions du code pénal et du code de procédure pénale ;
- loi du 30 décembre 1996 relative à la détention provisoire et aux perquisitions de nuit en matière de terrorisme ;
- loi du 15 juin 2000 sur la présomption d'innocence dite « Loi Guigou ».

En 2005, dans son rapport annuel, la Commission de suivi de la détention provisoire dénonce l'allongement de la durée moyenne de la détention provisoire, qui est passée de 6,4 mois en 2002 à 7,1 mois en 2005. La durée moyenne atteint 4,3 mois en 2012. L'insuffisance des raisons de mise en détention provisoire, ainsi que les conditions de détention, sont également critiquées.

## Conditions de fond
Il faut que l'infraction soit :
- un crime ;
- un délit, puni de trois ans d'emprisonnement au moins (nouvel article 143-1 du Code de procédure pénale[2], supprimant la distinction entre atteintes aux biens et atteintes aux personnes).

En outre, la détention provisoire peut être prononcée lorsque le mis en examen n'a pas respecté les obligations du contrôle judiciaire qui lui ont été imposées, et ce, pour toute infraction punie d'une peine d'emprisonnement (L. 143-1 du Code de procédure pénale alinéa 4).
De plus, les lois de 1996 et 2000, en voulant renforcer le caractère exceptionnel de ce type de détention, disposent que la détention provisoire doit être le seul moyen :
- de conserver les preuves et/ou les indices matériels nécessaire à la manifestation de la vérité ;
- ou d'empêcher une pression sur les témoins ou les victimes ;
- ou d'éviter une concertation frauduleuse entre la personne mise en examen et ses complices ;
- ou de protéger le mis en examen ;
- ou de mettre fin à l'infraction ou/et d'éviter son renouvellement ;
- ou de garantir le maintien de l'intéressé à la disposition de la justice, c'est-à-dire éviter sa fuite ;
- ou de préserver l'ordre public (motif valable uniquement en matière criminelle). Pour cette dernière notion le législateur, face à sa grande utilisation, est venu préciser son sens : « trouble exceptionnel et persistant à l'ordre public provoqué par la gravité de l'infraction, les circonstances de sa commission ou l'importance du préjudice qu'elle a causé » Il ne s'agit en aucun cas de mettre fin au retentissement médiatique que peut entraîner une affaire[3]. Ce critère, bien souvent qui prête le plus à débat entre magistrats et avocats, est ambigu et constitue un témoin de la gravité des faits : en effet, la nature même d'une infraction étant par définition un trouble à l'ordre public, cette raison de détention provisoire est en fait axée sur la gravité des faits reprochés au justiciable et la peine encourue.

En outre, le juge des libertés et de la détention, qui décide de la mise en détention provisoire, doit motiver sa décision par écrit. Les ordonnances de placement rédigées durant l'instruction doivent être motivées en droit et en fait, et caractériser l'insuffisance du contrôle judiciaire.

## Conditions de forme
Depuis la loi n° 2000-516 du 15 juin 2000, c'est le juge des libertés et de la détention (JLD) qui accorde ou refuse la mise en détention provisoire. La décision se prend maintenant après demande du juge d'instruction auprès du JLD, qui donne sa réponse après une audience de cabinet lors de laquelle a lieu un débat contradictoire au cours duquel il entend :
- le ministère public dans ses réquisitions ;
- les observations du mis en examen ainsi que celles de son conseil (en général un avocat).

Cette audience est publique si le suspect est majeur. Toutefois, le ministère public ou le mis en examen peuvent s'opposer à la publicité si cela peut entraver l'enquête ou porter atteinte à la sérénité des débats ou la présomption d'innocence.
Le mis en examen ou son conseil peut demander un délai pour préparer sa défense auquel cas l'audience est reportée pour une période de 4 jours ouvrables maximum, durant laquelle le mis en examen peut être incarcéré sur ordonnance motivé du juge. À la suite de ce délai, le mis en examen comparait à nouveau devant le JLD, qui donne sa décision finale pouvant déboucher sur une libération ou mise en détention provisoire.

## Voies de recours contre la décision de placement en détention provisoire

### Appel de l'ordonnance de placement en détention provisoire
Le mis en examen, et le procureur de la République, peuvent contester le placement en détention provisoire en faisant appel de l'ordonnance de placement.
Le délai d'appel est fixé à 10 jours.

### Le référé-liberté
La loi de 1993 a créé un référé-liberté. Ce référé-liberté permet à l'incarcéré ou au procureur de la République, en même temps qu'il interjette appel, de demander au président de la chambre de l'instruction de suspendre les effets du mandat de dépôt dans l'attente du résultat de l'appel (qui doit être donné dans les dix jours, faute de quoi le mis en examen doit être remis en liberté). L'appelant peut également demander que la chambre d'instruction soit saisie de son référé. Elle statue alors dans les 5 jours ouvrables.
Cette demande doit, à peine d'irrecevabilité, être formée en même temps que l'appel devant la chambre de l'instruction et la réponse doit être rendue et motivée par le président de la chambre dans les trois jours. La demande de référé-liberté doit montrer qu'il n'est pas manifestement nécessaire de détenir en prison le mis en examen dans l'attente de l'appel (appel de la décision de mise en détention provisoire).
Si le président de la chambre d'instruction infirme le placement en détention provisoire, il peut ordonner des mesures de contrôle judiciaire. La chambre de l'instruction est alors dessaisie de l'appel de l'ordonnance.
Si le président de la chambre d'instruction est saisi par le procureur de la République contre une décision de mise en liberté, il peut prononcer le placement en détention provisoire si 2 des conditions de fond de l'article 144 sont réunies.

### Demande de placement sous contrôle judiciaire
Il peut également formuler à tout moment au cours de l'instruction, auprès du juge d'instruction, une demande de mise en liberté.
Le juge d'instruction doit communiquer le dossier au procureur de la République afin qu'il prenne ses réquisitions, il fera ensuite droit ou non à la demande de mise en liberté.
S'il refuse il communique le dossier au juge des libertés et de la détention qui devra statuer sur la demande dans les trois jours ouvrables à compter de la réception dudit dossier. Il pourra accepter la demande et remettre ainsi la personne poursuivie en liberté, le cas échéant en le plaçant sous contrôle judiciaire. Le refus devra être motivé par la justification du placement en détention provisoire prévue à l'article 144 du Code de procédure pénale. S'il ne statue pas dans ces trois jours la demande sera transmise à la chambre de l'instruction qui statuera sous 20 jours ouvrables.
Le débat sera alors public, comme cela est de principe en matière de détention provisoire, le régime est le même que le débat initial de placement qui s'est déroulé devant le juge des libertés et de la détention.

### Demande de mise en liberté
Le mis en examen peut également demander à tous les stades de procédure sa remise en liberté devant le juge des libertés et de la détention.

## Conditions de durée
La Convention européenne des droits de l'homme prévoit dans son article 5 que le délai doit être raisonnable :
« Toute personne arrêtée ou détenue, dans les conditions prévues au paragraphe 1.c du présent article, doit être aussitôt traduite devant un juge ou un autre magistrat habilité par la loi à exercer des fonctions judiciaires et a le droit d'être jugée dans un délai raisonnable, ou libérée pendant la procédure. La mise en liberté peut être subordonnée à une garantie assurant la comparution de l'intéressé à l'audience. »
La France, après avoir été condamnée plusieurs fois par la Cour européenne des droits de l'homme, a réalisé plusieurs modifications, en particulier avec la loi de 1996 :
- Pour les crimes :

En matière criminelle, la personne mise en examen ne peut être maintenue en détention au-delà d'un an sauf si le juge des libertés et de la détention rend, après débat contradictoire, une ordonnance motivée de prolongement de six mois en six mois. La détention ne peut cependant pas excéder deux ans si la peine encourue est inférieure à vingt ans et trois ans quand la peine encourue est supérieure à 20 ans. Ces délais passent à trois et quatre ans lorsque l'infraction a été commise hors du territoire national ou lorsque la personne est poursuivie pour plusieurs crimes contre les personnes ou contre la nation, l'État ou la paix publique, ou bien pour trafic de stupéfiants, terrorisme, proxénétisme, extorsion de fonds ou pour un crime commis en bande organisée.
- Pour les délits :

La détention provisoire ne peut excéder quatre mois si le mis en examen encourt une peine inférieure à cinq ans et qu'il n'a pas déjà été condamné pour un crime ou un délit de droit commun à une peine supérieure à un an sans sursis. Dans tous les autres cas, comme en matière criminelle, le juge des libertés et de la détention peut émettre une ordonnance motivée pour prolonger la détention mais cette fois de quatre mois en quatre mois et avec pour maximum un an au total et deux ans pour les infractions relevant de la grande criminalité.
Lorsque les investigations du juge d'instruction doivent être poursuivies, et que la mise en liberté du mis en examen entrainerait un risque d'une particulière gravité, la chambre de l'instruction, saisie par une ordonnance motivée du JLD, peut décider d'une prolongation exceptionnelle de quatre mois, renouvelable une fois en matière criminelle. La détention provisoire peut donc avoir au maximum une durée de 28 mois pour les délits et de 56 mois pour les crimes.
Néanmoins, à l'issue d'une information judiciaire ces durées peuvent être prolongées dans l'attente de la comparution du prévenu devant le tribunal correctionnel (dans les conditions de l'article 179 du Code de procédure pénale) ou de l'accusé devant la cour d'assises (dans les conditions de l'article 181 du Code de procédure pénale). Les durées de la détention provisoire sont alors portées, au maximum, à 34 mois en matière de délits et 80 mois en matière de crimes.
De surcroît, doivent être pris en compte les délais de prolongation de la détention provisoire en cas d'attente de décision en matières d'appel et de pourvoi en cassation. Les délais maximum peuvent ainsi être à nouveau prolongés. En règle générale, la durée de la détention provisoire doit être raisonnable.
Il existe un cas particulier, celui des personnes exerçant l'autorité parentale sur un enfant de moins de 10 ans et habitant avec celui-ci. Dans ce cas, on évite au maximum la mise en détention provisoire grâce au placement sous surveillance électronique qui est parfois utilisé dans d'autres cas où la situation familiale la rend préférable.
Dans un arrêt du 14 mars 2006, la Cour de cassation a précisé que l'appréciation des délais relevait d'une appréciation souveraine des juges du fond.

## Effets de la détention provisoire
Elle doit s'effectuer dans un quartier spécial d'une maison d'arrêt dans des conditions, en principe, plus libérales que pour un condamné. Le juge d'instruction peut, si cela est nécessaire, prescrire au mis en examen une interdiction de communiquer, pour une durée de dix jours renouvelable une seule fois.
À tout moment, la mise en liberté est possible soit sur décision du juge d'instruction, soit sur réquisition du procureur de la République, auquel cas le juge doit transmettre la réquisition dans les cinq jours au juge des libertés et de la détention, qui lui doit rendre sa décision dans les trois jours. La demande peut aussi émaner de la personne placée en détention provisoire, dans ce cas, le dossier doit être communiqué par le juge d'instruction au procureur de la République pour sa réquisition. Excepté si le juge d'instruction donne une suite favorable à la demande, il doit la transmettre avec un avis motivé au juge des libertés et de la détention dans les cinq jours suivant la communication de la demande au procureur de la République, le délai est encore de trois jours pour la réponse du juge des libertés et de la détention. Si le détenu ne reçoit pas de réponse dans les délais, il peut directement saisir la chambre de l'instruction qui doit répondre dans un délai de vingt jours (si le juge d'instruction s'oppose à la mise en liberté, le délai passe à quinze jours). Si la chambre de l'instruction ne respecte pas les délais, le détenu est de droit remis en liberté, sauf si des vérifications ont été ordonnées ou si des circonstances imprévisibles empêchent le respect des délais.
Si le juge d'instruction n'a pas interrogé le détenu durant une période supérieure à quatre mois, celui-ci peut réclamer sa mise en liberté à la chambre de l'instruction, dont le délai de réponse est là aussi de vingt jours.
La détention cesse, soit par une ordonnance de règlement du juge d'instruction, soit par la comparution devant le tribunal (si le juge émet une ordonnance motivé dans ce sens).
Si la procédure aboutit à un non-lieu, une relaxe ou un acquittement (de manière définitive), l'ancien détenu peut depuis la loi du 17 juillet 1970, saisir le premier président de la Cour d'appel pour demander une indemnité en compensation du préjudice subi. La décision peut faire l'objet d'un recours auprès de la Commission nationale de réparation de la détention provisoire qui dépend de la Cour de cassation.
Si le procès aboutit à une condamnation, la période de détention provisoire est intégralement déduite de la peine à effectuer.

## Statistiques
Au 1er janvier 2017, 19 498 personnes sont incarcérées sans avoir été jugées ou alors que leur peine est frappée d’appel, soit 28,5 % des détenus. Ce chiffre est stable au 1er juillet 2021 avec 19 221 personnes pour un total de 28,3 % des détenus.
Au 1er décembre 2024, sur 80 792 écroués détenus, les prévenus (personnes se trouvant dans l’attente d’un jugement ou n’ayant pas encore été définitivement condamnée) sont 21 291.
En 2023, un peu plus de 650 demandes de réparation de détention provisoire ont été recensées par les cours d’appel et 520 requérants ont obtenu une indemnisation en 2023. En moyenne est de 28 600 € par dossier

## Critiques
Dans les faits, les juges des libertés et de la détention maintiennent très souvent la mise en détention et cela peut dans certains cas amener à l'erreur judiciaire. Le cas le plus significatif est celui de l'Affaire d'Outreau, où les auditions tenues devant la commission parlementaire chargée d'enquêter sur le déroulement de l'affaire, ont mis en évidence que le rôle de « garde-fou » du juge des libertés et de la détention face à de possibles dérives de l'instruction, ne l'a absolument pas été dans ce dossier pénal.
Voici un commentaire de la Cour de cassation sur l'application de la détention provisoire et son respect de la Convention européenne des droits de l'homme :

« Article 5.3.- Droit de toute personne d'être jugée dans un délai raisonnable ou libérée pendant la procédure.- Détention provisoire.- Application.
1. Il incombe aux autorités judiciaires nationales de veiller à ce que, dans un cas donné, la durée de la détention provisoire d'un accusé ne dépasse pas la limite du raisonnable. À cette fin, il leur faut examiner toutes les circonstances de nature à révéler ou écarter l'existence d'une véritable exigence d'intérêt public justifiant, eu égard à la présomption d'innocence, une exception à la règle du respect de la liberté individuelle et d'en rendre compte dans leurs décisions relatives aux demandes d'élargissement. C'est essentiellement sur la base des motifs figurant dans lesdites décisions, ainsi que des faits non controuvés indiqués par l'intéressé dans ses recours, que la Cour doit déterminer s'il y a eu ou non-violation de l'article 5.3 de la Convention européenne des droits de l'homme.
La persistance de raisons plausibles de soupçonner la personne arrêtée d'avoir commis une infraction est une condition sine qua non de la régularité du maintien en détention, mais au bout d'un certain temps elle ne suffit plus ; la Cour doit alors établir si les autres motifs adoptés par les autorités judiciaires continuent à légitimer la privation de liberté. Quand ils se révèlent pertinents et suffisants, elle cherche de surcroît si les autorités nationales compétentes ont apporté une diligence particulière à la poursuite de la procédure.
2. Viole l'article 5.3 de la Convention la détention provisoire du requérant d'une durée de quatre ans, deux mois et dix jours, les motifs de risque de fuite et de préservation de l'ordre public et de risques de renouvellement de l'infraction ainsi que de collusion entre les coaccusés ayant perdu en grande partie leur pertinence et leur suffisance au fil du temps, et l'examen de la conduite de la procédure révélant que la longueur de la détention incriminée a pour cause un manque de diligence des juridictions d'instruction et n'est imputable, pour l'essentiel, ni à la complexité de l'affaire, cependant certaine, ni au comportement du requérant. »

Voici quelques affaires traitées par la Cour européenne des droits de l'homme (CEDH) :
- Arrêt Tomasi c. France, 27 août 1992: constat de violation de l'article 5 § 3 (durée abusive de la détention provisoire)[20] ;
- Arrêt Debboub alias Husseini Ali c. France, 9 novembre 1999[21] ;
- Sur le n° 1 : Arrêt I.A. c. France, 23 septembre 1998[22] ;
- Arrêt Gérard Bernard c. France, 26 septembre 2006[23].